# Mistrzostwa Świata w Hokeju na Lodzie 2013 (I Dywizja)
Mistrzostwa Świata w Hokeju na Lodzie I dywizji 2013 zostały rozegrane w dniach 14–20 kwietnia.
W mistrzostwach Dywizji I uczestniczyło 12 zespołów, które zostały podzielone na dwie grupy po 6 zespołów. Zgodnie z formatem zawody Dywizji I odbyły się w dwóch grupach: Grupa A na Węgrzech (Budapeszt), a Grupa B na Ukrainie (Donieck). Reprezentacje grały systemem każdy z każdym. Pierwsza oraz druga drużyna turnieju Grupy A awansowały do mistrzostw świata elity w 2014 roku, ostatni zespół Grupy A został zdegradowany i rok później zagrał w Grupie B. Jego miejsce rok później zajął zwycięzca turnieju w Grupie B. Najsłabsza drużyna Grupy B spadła do Dywizji II.
Hale, w których odbyły się zawody:
- Papp László Budapest Sportaréna (Budapeszt)
- Pałac Sportowy Drużba (Donieck)

## Grupa A
Wyniki
| 14 kwietnia 2013 | Japonia | 2:5 | Kazachstan | Sportaréna, Budapeszt |

| Szczegóły      | Szczegóły                                | Szczegóły       | Szczegóły | Szczegóły                                                                           |
| -------------- | ---------------------------------------- | --------------- | --- | ----------------------------------------------------------------------------------- |
| Godzina: 12:30 | G. Tanaka (EQ) 12:56 T. Kawai (PP) 28:57 | (1:1, 1:2, 0:2) | 17:07 (EQ) K. Sawienko 25:44 (EQ) K. Romanow 39:20 (PP) W. Aleksandrow 55:19 (EQ) T. Żajłauow 58:20 (EQ) K. Romanow | Widzów: 802 Sędzia główny: Aleksander Sergiejew Sędziowie liniowi: Maksim Sidorenko |
| Godzina: 12:30 | 14 min.                                  |                 | 14 min. | Widzów: 802 Sędzia główny: Aleksander Sergiejew Sędziowie liniowi: Maksim Sidorenko |

| 14 kwietnia 2013 | Korea Południowa | 0:4 | Włochy | Sportaréna, Budapeszt |

| Szczegóły      | Szczegóły | Szczegóły       | Szczegóły                                                                                   | Szczegóły                                                                  |
| -------------- | --------- | --------------- | ------------------------------------------------------------------------------------------- | -------------------------------------------------------------------------- |
| Godzina: 16:00 |           | (0:1, 0:2, 0:1) | 04:46 (EQ) D. Kostner 22:53 (EQ) D. Borrelli 38:48 (EQ) D. Borrelli 53:56 (EQ) S. Marchetti | Widzów: 1205 Sędzia główny: Thomas Berneker Sędziowie liniowi: Daniel Konc |
| Godzina: 16:00 | 14 min.   |                 | 6 min.                                                                                      | Widzów: 1205 Sędzia główny: Thomas Berneker Sędziowie liniowi: Daniel Konc |

| 14 kwietnia 2013 | Wielka Brytania | 2:4 | Węgry | Sportaréna, Budapeszt |

| Szczegóły      | Szczegóły                                    | Szczegóły       | Szczegóły                                                                         | Szczegóły                                                                        |
| -------------- | -------------------------------------------- | --------------- | --------------------------------------------------------------------------------- | -------------------------------------------------------------------------------- |
| Godzina: 19:30 | D. Phillips (EQ) 16:06 C. Shields (PP) 30:52 | (1:0, 1:3, 0:1) | 22:09 (PP) G. Nagy 28:12 (EQ) M. Vas 36:37 (EQ) B. Ladányi 51:52 (EQ) L. Sikorcin | Widzów: 7304 Sędzia główny: Paweł Meszyński Sędziowie liniowi: Pascal St-Jacques |
| Godzina: 19:30 | 8 min.                                       |                 | 10 min.                                                                           | Widzów: 7304 Sędzia główny: Paweł Meszyński Sędziowie liniowi: Pascal St-Jacques |

| 15 kwietnia 2013 | Włochy | 4:1 | Japonia | Sportaréna, Budapeszt |

| Szczegóły      | Szczegóły                                                                              | Szczegóły       | Szczegóły            | Szczegóły                                                                           |
| -------------- | -------------------------------------------------------------------------------------- | --------------- | -------------------- | ----------------------------------------------------------------------------------- |
| Godzina: 12:30 | D. Borrelli (EQ) 01:23 A. Hofer (EQ) 28:58 P. Iannone (EQ) 34:54 P. Iannone (PP) 45:25 | (1:0, 2:0, 1:1) | 48:07 (EQ) G. Tanaka | Widzów: 660 Sędzia główny: Jimmy Bergamelli Sędziowie liniowi: Aleksander Sergiejew |
| Godzina: 12:30 | 12 min.                                                                                |                 | 14 min.              | Widzów: 660 Sędzia główny: Jimmy Bergamelli Sędziowie liniowi: Aleksander Sergiejew |

| 15 kwietnia 2013 | Kazachstan | 5:0 | Wielka Brytania | Sportaréna, Budapeszt |

| Szczegóły      | Szczegóły | Szczegóły       | Szczegóły | Szczegóły                                                                        |
| -------------- | --- | --------------- | --------- | -------------------------------------------------------------------------------- |
| Godzina: 16:00 | K. Romanow (EQ) 17:42 I. Sołariow (EQ) 18:01 R. Sawczenko (PP) 39:52 W. Krasnosłobodcew (EQ) 41:52 J. Błochin (PP) 51:20 | (2:0, 1:0, 2:0) |           | Widzów: 1778 Sędzia główny: Thomas Berneker Sędziowie liniowi: Pascal St-Jacques |
| Godzina: 16:00 | 18 min. |                 | 14 min.   | Widzów: 1778 Sędzia główny: Thomas Berneker Sędziowie liniowi: Pascal St-Jacques |

| 15 kwietnia 2013 | Węgry | 4:5 pk. | Korea Południowa | Sportaréna, Budapeszt |

| Szczegóły      | Szczegóły                                                                          | Szczegóły                 | Szczegóły                                                                                             | Szczegóły                                                                   |
| -------------- | ---------------------------------------------------------------------------------- | ------------------------- | --- | --------------------------------------------------------------------------- |
| Godzina: 19:30 | L. Sikorcin (EQ) 02:06 I. Bartalis (EQ) 03:39 J. Hari (EQ) 13:44 J. Vas (PP) 26:45 | (3:0, 1:1, 0:3, 0:0, 0:1) | 25:35 (EQ) Kwon T-A. 40:56 (EQ) Kim K-S. 45:32 (EQ) Kim W-J. 49:21 (PP) Shin S-H. 65:00 (PS) Kim K-S. | Widzów: 7370 Sędzia główny: Daniel Konc Sędziowie liniowi: Maksim Sidorenko |
| Godzina: 19:30 | 16 min.                                                                            |                           | 10 min.                                                                                               | Widzów: 7370 Sędzia główny: Daniel Konc Sędziowie liniowi: Maksim Sidorenko |

| 17 kwietnia 2013 | Korea Południowa | 5:6 | Japonia | Sportaréna, Budapeszt |

| Szczegóły      | Szczegóły                                                                                                | Szczegóły       | Szczegóły | Szczegóły                                                                         |
| -------------- | --- | --------------- | --- | --------------------------------------------------------------------------------- |
| Godzina: 12:30 | Kim K-S. (PP) 28:02 Shin S-H. (EQ) 31:16 B. Radunske (PP) 36:36 Shin S-H. (EQ) 44:30 Kim W-Y. (EQ) 45:56 | (0:1, 3:3, 2:2) | 11:02 (PP) T. Suzuki 29:57 (PP) S. Kuji 33:30 (PP) T. Kawai 34:05 (EQ) K. Mitamura 45:11 (EQ) M. Kawashima 50:30 (EQ)A. Keller | Widzów: 625 Sędzia główny: Maksim Sidorenko Sędziowie liniowi: Pascal St. Jacques |
| Godzina: 12:30 | 10 min.                                                                                                  |                 | 18 min. | Widzów: 625 Sędzia główny: Maksim Sidorenko Sędziowie liniowi: Pascal St. Jacques |

| 17 kwietnia 2013 | Włochy | 5:1 | Wielka Brytania | Sportaréna, Budapeszt |

| Szczegóły      | Szczegóły | Szczegóły       | Szczegóły            | Szczegóły                                                                  |
| -------------- | --- | --------------- | -------------------- | -------------------------------------------------------------------------- |
| Godzina: 16:00 | N. di Casmirro (EQ) 01:01 P. Iannone (PP) 21:15 V. Rocco (EQ) 42:40 M. Gander (EQ) 42:53 D. Sullivan (SH) 48:15 | (1:1, 1:0, 3:0) | 07:23 (EQ) R. Farmer | Widzów: 1910 Sędzia główny: Daniel Konc Sędziowie liniowi: Paweł Meszyński |
| Godzina: 16:00 | 8 min. |                 | 12 min.              | Widzów: 1910 Sędzia główny: Daniel Konc Sędziowie liniowi: Paweł Meszyński |

| 17 kwietnia 2013 | Kazachstan | 1:2 | Węgry | Sportaréna, Budapeszt |

| Szczegóły      | Szczegóły                | Szczegóły       | Szczegóły                               | Szczegóły                                                                         |
| -------------- | ------------------------ | --------------- | --------------------------------------- | --------------------------------------------------------------------------------- |
| Godzina: 19:30 | R. Starczenko (PP) 36:38 | (0:0, 1:1, 0:1) | 33:35 (EQ) Á. Mihaly 47:13 (PP) G. Nagy | Widzów: 7863 Sędzia główny: Jimmy Bergamelli Sędziowie liniowi: Alexander Sergeev |
| Godzina: 19:30 | 12 min.                  |                 | 14 min.                                 | Widzów: 7863 Sędzia główny: Jimmy Bergamelli Sędziowie liniowi: Alexander Sergeev |

| 19 kwietnia 2013 | Kazachstan | 4:2 | Korea Południowa | Sportaréna, Budapeszt |

| Szczegóły      | Szczegóły                                                                                           | Szczegóły       | Szczegóły                                  | Szczegóły                                                                     |
| -------------- | --------------------------------------------------------------------------------------------------- | --------------- | ------------------------------------------ | ----------------------------------------------------------------------------- |
| Godzina: 12:30 | A. Troszczinski (PP) 03:26 T. Żajłauow (EQ) 12:56 R. Starczenko (EQ) 14:40 R. Starczenko (EQ) 26:28 | (3:0, 1:0, 0:2) | 45:49 (EQ) Kim W-J. 57:12 (PP) B. Radunske | Widzów: 680 Sędzia główny: Thomas Berneker Sędziowie liniowi: Paweł Meszyński |
| Godzina: 12:30 | 10 min.                                                                                             |                 | 8 min.                                     | Widzów: 680 Sędzia główny: Thomas Berneker Sędziowie liniowi: Paweł Meszyński |

| 19 kwietnia 2013 | Japonia | 4:1 | Wielka Brytania | Sportaréna, Budapeszt |

| Szczegóły      | Szczegóły                                                                        | Szczegóły       | Szczegóły            | Szczegóły                                                                   |
| -------------- | -------------------------------------------------------------------------------- | --------------- | -------------------- | --------------------------------------------------------------------------- |
| Godzina: 16:00 | N. Mizuuchi (EQ) 12:50 H. Ueno (SH) 30:42 Y. Osawa (EQ) 41:15 S. Kuji (EQ) 49:45 | (1:0, 1:0, 2:1) | 44:44 (EQ) R. Farmer | Widzów: 1757 Sędzia główny: Jimmy Bergamelli Sędziowie liniowi: Daniel Konc |
| Godzina: 16:00 | 18 min.                                                                          |                 | 24 min.              | Widzów: 1757 Sędzia główny: Jimmy Bergamelli Sędziowie liniowi: Daniel Konc |

| 19 kwietnia 2013 | Węgry | 1:2 | Włochy | Sportaréna, Budapeszt |

| Szczegóły      | Szczegóły            | Szczegóły       | Szczegóły                                 | Szczegóły                                                                        |
| -------------- | -------------------- | --------------- | ----------------------------------------- | -------------------------------------------------------------------------------- |
| Godzina: 19:30 | Á. Mihaly (PP) 06:15 | (1:1, 0:0, 0:1) | 02:46 (EQ) V. Rocco 50:41 (PP) P. Iannone | Widzów: 8197 Sędzia główny: Maxim Sidorenko Sędziowie liniowi: Pascal St-Jacques |
| Godzina: 19:30 | 12 min.              |                 | 14 min.                                   | Widzów: 8197 Sędzia główny: Maxim Sidorenko Sędziowie liniowi: Pascal St-Jacques |

| 20 kwietnia 2013 | Wielka Brytania | 1:4 | Korea Południowa | Sportaréna, Budapeszt |

| Szczegóły      | Szczegóły          | Szczegóły       | Szczegóły                                                                            | Szczegóły                                                                         |
| -------------- | ------------------ | --------------- | ------------------------------------------------------------------------------------ | --------------------------------------------------------------------------------- |
| Godzina: 12:30 | R. Dowd (EQ) 04:56 | (1:0, 0:3, 0:1) | 23:19 (EQ) Shin S-H. 29:31 (EQ) Yoon J-M. 34:24 (EQ) B. Radunske 43:06 (PP) Kim S-W. | Widzów: 1046 Sędzia główny: Jimmy Bergamelli Sędziowie liniowi: Alexander Sergeev |
| Godzina: 12:30 | 14 min.            |                 | 10 min.                                                                              | Widzów: 1046 Sędzia główny: Jimmy Bergamelli Sędziowie liniowi: Alexander Sergeev |

| 20 kwietnia 2013 | Włochy | 0:3 | Kazachstan | Sportaréna, Budapeszt |

| Szczegóły      | Szczegóły | Szczegóły       | Szczegóły                                                                 | Szczegóły                                                                        |
| -------------- | --------- | --------------- | ------------------------------------------------------------------------- | -------------------------------------------------------------------------------- |
| Godzina: 16:00 |           | (0:1, 0:1, 0:1) | 10:54 (PP) T. Żajłauow 24:40 (EQ) R. Starczenko 58:01 (ENG) R. Starczenko | Widzów: 3689 Sędzia główny: Paweł Meszynski Sędziowie liniowi: Pascal St-Jacques |
| Godzina: 16:00 | 22 min.   |                 | 14 min.                                                                   | Widzów: 3689 Sędzia główny: Paweł Meszynski Sędziowie liniowi: Pascal St-Jacques |

| 20 kwietnia 2013 | Węgry | 1:0 | Japonia | Sportaréna, Budapeszt |

| Szczegóły      | Szczegóły            | Szczegóły       | Szczegóły | Szczegóły                                                                  |
| -------------- | -------------------- | --------------- | --------- | -------------------------------------------------------------------------- |
| Godzina: 19:30 | I. Sofron (PP) 04:05 | (1:0, 0:0, 0:0) |           | Widzów: 7647 Sędzia główny: Thomas Berneker Sędziowie liniowi: Daniel Konc |
| Godzina: 19:30 | 8 min.               |                 | 6 min.    | Widzów: 7647 Sędzia główny: Thomas Berneker Sędziowie liniowi: Daniel Konc |

Tabela
| Lp. | Zespół           | M | W | WpD | PpD | P | G + | G - | +/- | Pkt |
| --- | ---------------- | - | - | --- | --- | - | --- | --- | --- | --- |
| 1   | Kazachstan       | 5 | 4 | 0   | 0   | 1 | 18  | 6   | +12 | 12  |
| 2   | Włochy           | 5 | 4 | 0   | 0   | 1 | 15  | 6   | +9  | 12  |
| 3   | Węgry            | 5 | 3 | 0   | 1   | 1 | 12  | 10  | +2  | 10  |
| 4   | Japonia          | 5 | 2 | 0   | 0   | 3 | 13  | 16  | -3  | 6   |
| 5   | Korea Południowa | 5 | 1 | 1   | 0   | 3 | 16  | 19  | -3  | 5   |
| 6   | Wielka Brytania  | 5 | 0 | 0   | 0   | 5 | 5   | 22  | -17 | 0   |

Lp. = lokata, M = liczba rozegranych spotkań, W = Wygrane, WpD = Wygrane po dogrywce lub karnych, PpD = Porażki po dogrywce lub karnych, P = Porażki, G+ = Gole strzelone, G- = Gole stracone, Pkt = Liczba zdobytych punktów,       = awans do elity       = pozostanie w I dywizji, grupy A       = spadek do I dywizji, grupy B
Statystyki indywidualne
- Klasyfikacja strzelców:  Roman Starczenko - 5 goli
- Klasyfikacja asystentów:  Dmitrij Upper - 8 asyst
- Klasyfikacja kanadyjska:  Roman Starczenko - 7 punktów
- Klasyfikacja kanadyjska obrońców:  Aaron Keller,  Roman Sawczenko (ex aequo) - 4 punkty
- Klasyfikacja +/-:  Wiktor Aleksandrow,  Jewgienij Błochin,  Dmitrij Upper (ex aequo) - +5
- Klasyfikacja skuteczności interwencji bramkarzy:  Witalij Kolesnik - 96,77%
- Klasyfikacja średniej goli straconych na mecz bramkarzy:  Adam Dennis - 0,75
- Klasyfikacja minut kar:  Kenta Takagi - 14 minut

Nagrody indywidualne
Dyrektoriat turnieju wybrał trójkę najlepszych zawodników na każdej pozycji:
- Bramkarz:  Adam Dennis
- Obrońca:  Aaron Keller
- Napastnik:  Patrick Iannone

Dziennikarze wybrali szóstkę zawodników składu gwiazd turnieju:
- Bramkarz:  Adam Dennis
- Obrońcy:  Aaron Keller,  Roman Sawczenko
- Napastnicy:  Patrick Iannone,  Roman Starczenko,  Árpád Mihály
- Najbardziej Wartościowy Zawodnik (MVP):  Patrick Iannone

Szkoleniowcy reprezentacji wybrali najlepszych zawodników swoich zespołów:
- Witalij Kolesnik,  Christian Borgatello,  János Hári,  Go Tanaka,  Brock Radunske,  Robert Farmer

## Grupa B
Wyniki
| 14 kwietnia 2013 | Holandia | 5:4 | Estonia | Pałac Sportowy Drużba, Donieck |

| Szczegóły      | Szczegóły | Szczegóły       | Szczegóły                                                                               | Szczegóły                                 |
| -------------- | --- | --------------- | --------------------------------------------------------------------------------------- | ----------------------------------------- |
| Godzina: 11:00 | M. Bruijsten (EQ) 00:18 S. Mason (PP) 02:45 T. Demelinne (EQ) 27:07 W. Hendriks (EQ) 28:53 I. van den Heuvel (EQ) 53:56 | (2:0, 2:3, 1:1) | 20:48 (EQ) D. Rodin 24:20 (PP) A. Lukin 25:37 (EQ) J. Missenjov 53:08 (EQ) V. Virjassov | Widzów: 1324 Sędzia główny: Michael Hicks |
| Godzina: 11:00 | 18 min. |                 | 10 min.                                                                                 | Widzów: 1324 Sędzia główny: Michael Hicks |

| 14 kwietnia 2013 | Polska | 5:0 | Litwa | Pałac Sportowy Drużba, Donieck |

| Szczegóły      | Szczegóły | Szczegóły       | Szczegóły | Szczegóły                              |
| -------------- | --- | --------------- | --------- | -------------------------------------- |
| Godzina: 14:30 | K. Dziubiński (EQ) 02:18 L. Laszkiewicz (EQ) 34:56 P. Dronia (EQ) 36:31 A. Bagiński (EQ) 45:50 K. Zapała (EQ) 57:47 | (1:0, 2:0, 2:0) |           | Widzów: 1215 Sędzia główny: Maxim Urda |
| Godzina: 14:30 | 6 min. |                 | 8 min.    | Widzów: 1215 Sędzia główny: Maxim Urda |

| 14 kwietnia 2013 | Ukraina | 8:1 | Rumunia | Pałac Sportowy Drużba, Donieck |

| Szczegóły      | Szczegóły | Szczegóły       | Szczegóły               | Szczegóły                                |
| -------------- | --- | --------------- | ----------------------- | ---------------------------------------- |
| Godzina: 18:00 | O. Tymczenko (PP) 02:53 A. Hnidenko (EQ) 23:37 A. Michnow (EQ) 25:16 R. Błahy (EQ) 26:12 O. Pobiedonoscew (EQ) 33:01 M. Kwitczenko (EQ) 33:57 O. Materuchin (EQ) 43:29 R. Błahy (EQ) 50:46 | (1:0, 5:0, 2:1) | 40:32 (EQ) E. Pysarenko | Widzów: 3824 Sędzia główny: Peter Lokšík |
| Godzina: 18:00 | 2 min. |                 | 12 min.                 | Widzów: 3824 Sędzia główny: Peter Lokšík |

| 15 kwietnia 2013 | Litwa | 3:5 | Holandia | Pałac Sportowy Drużba, Donieck |

| Szczegóły      | Szczegóły                                                                 | Szczegóły       | Szczegóły | Szczegóły                                |
| -------------- | ------------------------------------------------------------------------- | --------------- | --- | ---------------------------------------- |
| Godzina: 12:00 | R. Aliukonis (PP) 17:33 D. Pliskauskas (PP) 29:50 S. Kuliešius (PP) 54:08 | (1:2, 1:2, 1:1) | 11:04 (EQ) I. van den Heuvel 11:41 (EQ) D. van de Velden 24:19 (PP) M. Bruijsten 32:36 (EQ) L. van Sloun 59:21 (EN) D. Hagemeijer | Widzów: 1238 Sędzia główny: Peter Lokšík |
| Godzina: 12:00 | 24 min.                                                                   |                 | 24 min. | Widzów: 1238 Sędzia główny: Peter Lokšík |

| 15 kwietnia 2013 | Rumunia | 1:6 | Polska | Pałac Sportowy Drużba, Donieck |

| Szczegóły      | Szczegóły           | Szczegóły       | Szczegóły | Szczegóły                                 |
| -------------- | ------------------- | --------------- | --- | ----------------------------------------- |
| Godzina: 15:30 | T. Becze (EQ) 06:38 | (1:0, 0:3, 0:3) | 24:40 (PP) R. Dutka 25:36 (PP) S. Kowalówka 29:25 (PP) T. Malasiński 46:29 (EQ) R. Galant 48:49 (EQ) S. Kowalówka 54:59 (EQ) K. Dziubiński | Widzów: 1087 Sędzia główny: Andris Ansons |
| Godzina: 15:30 | 16 min.             |                 | 16 min. | Widzów: 1087 Sędzia główny: Andris Ansons |

| 15 kwietnia 2013 | Estonia | 1:8 | Ukraina | Pałac Sportowy Drużba, Donieck |

| Szczegóły      | Szczegóły               | Szczegóły       | Szczegóły | Szczegóły                                 |
| -------------- | ----------------------- | --------------- | --- | ----------------------------------------- |
| Godzina: 19:00 | A. Sibirtsev (EQ) 13:23 | (1:2, 0:2, 0:4) | 03:19 (EQ) O. Tymczenko 07:46 (EQ) R. Błahy 28:03 (EQ) R. Błahy 35:18 (EQ) W. Połonycki 42:41 (EQ) O. Torianyk 44:23 (EQ) O. Materuchin 53:14 (PP) R. Błahy 53:43 (EQ) K. Riabenko | Widzów: 3356 Sędzia główny: Michael Hicks |
| Godzina: 19:00 | 14 min.                 |                 | 18 min. | Widzów: 3356 Sędzia główny: Michael Hicks |

| 17 kwietnia 2013 | Estonia | 3:6 | Rumunia | Pałac Sportowy Drużba, Donieck |

| Szczegóły      | Szczegóły                                                           | Szczegóły       | Szczegóły | Szczegóły                                |
| -------------- | ------------------------------------------------------------------- | --------------- | --- | ---------------------------------------- |
| Godzina: 12:00 | A. Sibirtsev (PP) 07:00 R. Rooba (PP) 28:04 A. Kuznetsov (EQ) 35:56 | (1:2, 2:2, 0:2) | 10:30 (EQ) T. Becze 16:29 (EQ) C. Virag 30:20 (SH) A. Goga 37:46 (PP) C. Virag 43:36 (EQ) Z. Molnar 56:31 (SH) C. Virag | Widzów: 1178 Sędzia główny: Peter Lokšík |
| Godzina: 12:00 | 8 min.                                                              |                 | 14 min. | Widzów: 1178 Sędzia główny: Peter Lokšík |

| 17 kwietnia 2013 | Polska | 3:1 | Holandia | Pałac Sportowy Drużba, Donieck |

| Szczegóły      | Szczegóły                                                         | Szczegóły       | Szczegóły          | Szczegóły                               |
| -------------- | ----------------------------------------------------------------- | --------------- | ------------------ | --------------------------------------- |
| Godzina: 15:30 | T. Malasiński (EQ) 02:49 R. Dutka (PP) 22:46 M. Kolusz (PP) 42:04 | (1:1, 1:0, 1:0) | 08:13 (PP) R. Joly | Widzów: 1242 Sędzia główny: Maksim Urda |
| Godzina: 15:30 | 8 min.                                                            |                 | 8 min.             | Widzów: 1242 Sędzia główny: Maksim Urda |

| 17 kwietnia 2013 | Ukraina | 7:0 | Litwa | Pałac Sportowy Drużba, Donieck |

| Szczegóły      | Szczegóły | Szczegóły       | Szczegóły | Szczegóły                                 |
| -------------- | --- | --------------- | --------- | ----------------------------------------- |
| Godzina: 19:00 | O. Torianyk (EQ) 08:46 A. Bondarew (EQ) 11:32 W. Zacharow (PP) 21:49 J. Petranhowski (EQ) 27:42 O. Szafarenko (EQ) 45:10 W. Połonycki (EQ) 45:42 A. Michnow (SH) 59:37 | (2:0, 2:0, 3:0) |           | Widzów: 3527 Sędzia główny: Andris Ansons |
| Godzina: 19:00 | 12 min. |                 | 10 min.   | Widzów: 3527 Sędzia główny: Andris Ansons |

| 18 kwietnia 2013 | Polska | 5:3 | Estonia | Pałac Sportowy Drużba, Donieck |

| Szczegóły      | Szczegóły | Szczegóły       | Szczegóły                                                               | Szczegóły                              |
| -------------- | --- | --------------- | ----------------------------------------------------------------------- | -------------------------------------- |
| Godzina: 12:00 | L. Laszkiewicz (PP) 18:46 T. Malasiński (EQ) 28:31 M. Strzyżowski (EQ) 35:48 R. Dutka (PP) 40:38 K. Zapała (EN) 58:48 | (1:0, 2:2, 2:1) | 21:39 (EQ) A. Sibirtsev 32:18 (PP) A. Sibirtsev 57:49 (PP) A. Sibirtsev | Widzów: 1320 Sędzia główny: Maxim Urda |
| Godzina: 12:00 | 14 min. |                 | 10 min.                                                                 | Widzów: 1320 Sędzia główny: Maxim Urda |

| 18 kwietnia 2013 | Rumunia | 2:1 | Litwa | Pałac Sportowy Drużba, Donieck |

| Szczegóły      | Szczegóły                             | Szczegóły       | Szczegóły                | Szczegóły                                |
| -------------- | ------------------------------------- | --------------- | ------------------------ | ---------------------------------------- |
| Godzina: 15:30 | A. Goga (EQ) 07:49 S. Papp (PP) 49:17 | (1:0, 0:1, 1:0) | 34:52 (PP) D. Kulevičius | Widzów: 915 Sędzia główny: Andris Ansons |
| Godzina: 15:30 | 8 min.                                |                 | 6 min.                   | Widzów: 915 Sędzia główny: Andris Ansons |

| 18 kwietnia 2013 | Holandia | 2:3 pd. | Ukraina | Pałac Sportowy Drużba, Donieck |

| Szczegóły      | Szczegóły                                   | Szczegóły            | Szczegóły                                                             | Szczegóły                                 |
| -------------- | ------------------------------------------- | -------------------- | --------------------------------------------------------------------- | ----------------------------------------- |
| Godzina: 19:00 | M. Bruijsten (SH) 06:54 S. Mason (EQ) 18:33 | (2:0, 0:2, 0:0, 0:1) | 21:29 (EQ) A. Michnow 29:44 (EQ) O. Tymczenko 62:14 (EQ) O. Tymczenko | Widzów: 3797 Sędzia główny: Michael Hicks |
| Godzina: 19:00 | 10 min.                                     |                      | 10 min.                                                               | Widzów: 3797 Sędzia główny: Michael Hicks |

| 20 kwietnia 2013 | Holandia | 6:2 | Rumunia | Pałac Sportowy Drużba, Donieck |

| Szczegóły      | Szczegóły | Szczegóły       | Szczegóły                                      | Szczegóły                                 |
| -------------- | --- | --------------- | ---------------------------------------------- | ----------------------------------------- |
| Godzina: 11:00 | T. Demelinne (EQ) 11:10 R. Joly (EQ) 13:10 L. van Sloun (EQ) 14:27 D. Hagemeijer (PP) 24:40 J-J. Natte (EQ) 49:08 R. Wurm (EQ) 57:10 | (3:0, 1:1, 2:1) | 34:55 (EQ) E. Moldovan 58:29 (EQ) E. Pysarenko | Widzów: 1014 Sędzia główny: Michael Hicks |
| Godzina: 11:00 | 8 min. |                 | 16 min.                                        | Widzów: 1014 Sędzia główny: Michael Hicks |

| 20 kwietnia 2013 | Litwa | 12:3 | Estonia | Pałac Sportowy Drużba, Donieck |

| Szczegóły      | Szczegóły | Szczegóły       | Szczegóły                                                              | Szczegóły                                |
| -------------- | --- | --------------- | ---------------------------------------------------------------------- | ---------------------------------------- |
| Godzina: 14:30 | A. Visockas (EQ) 12:34 A. Bendzius (PP) 32:07 A. Fiscevas (EQ) 34:01 A. Fiscevas (EQ) 38:32 D. Bogdziul (EQ) 45:16 A. Fiscevas (SH) 48:44 A. Fiscevas (EQ) 50:28 A. Fiscevas (EQ) 52:20 D. Pliskauskas (EQ) 54:05 A. Fiscevas (PP) 55:02 D. Pliskauskas (EQ) 55:26 D. Kulevičius (EQ) 56:51 | (1:1, 3:2, 8:0) | 19:57 (PP) J. Rajevski 30:33 (EQ) A. Sibirtsev 32:51 (EQ) A. Kuznetsov | Widzów: 1087 Sędzia główny: Peter Lokšík |
| Godzina: 14:30 | 12 min. |                 | 18 min.                                                                | Widzów: 1087 Sędzia główny: Peter Lokšík |

| 20 kwietnia 2013 | Ukraina | 4:3 | Polska | Pałac Sportowy Drużba, Donieck |

| Szczegóły      | Szczegóły                                                                                     | Szczegóły       | Szczegóły                                                              | Szczegóły                                 |
| -------------- | --------------------------------------------------------------------------------------------- | --------------- | ---------------------------------------------------------------------- | ----------------------------------------- |
| Godzina: 18:00 | R. Błahy (EQ) 27:42 O. Szafarenko (EQ) 28:02 O. Tymczenko (EQ) 36:47 O. Materuchin (EQ) 40:36 | (0:2, 3:0, 1:1) | 00:13 (EQ) T. Malasiński 06:01 (PP) T. Malasiński 52:16 (EQ) J. Gabryś | Widzów: 4017 Sędzia główny: Andris Ansons |
| Godzina: 18:00 | 16 min.                                                                                       |                 | 16 min.                                                                | Widzów: 4017 Sędzia główny: Andris Ansons |

Tabela
| Lp. | Zespół   | M | W | WpD | PpD | P | G + | G - | +/- | Pkt |
| --- | -------- | - | - | --- | --- | - | --- | --- | --- | --- |
| 1   | Ukraina  | 5 | 4 | 1   | 0   | 0 | 30  | 7   | +23 | 14  |
| 2   | Polska   | 5 | 4 | 0   | 0   | 1 | 22  | 9   | +13 | 12  |
| 3   | Holandia | 5 | 3 | 0   | 1   | 1 | 19  | 15  | +4  | 10  |
| 4   | Rumunia  | 5 | 2 | 0   | 0   | 3 | 12  | 24  | -12 | 6   |
| 5   | Litwa    | 5 | 1 | 0   | 0   | 4 | 16  | 22  | -6  | 3   |
| 6   | Estonia  | 5 | 0 | 0   | 0   | 5 | 14  | 36  | -22 | 0   |

Lp. = lokata, M = liczba rozegranych spotkań, W = Wygrane, WpD = Wygrane po dogrywce lub karnych, PpD = Porażki po dogrywce lub karnych, P = Porażki, G+ = Gole strzelone, G- = Gole stracone, Pkt = Liczba zdobytych punktów,       = awans do I dywizji, grupy A       = pozostanie w I dywizji, grupy B       = spadek do II dywizji, grupy A
Punktacja kanadyjska
| Zawodnik           | Mecze | Gole | Asysty | Punkty | Klas. +/− | Kary |
| ------------------ | ----- | ---- | ------ | ------ | --------- | ---- |
| Ołeh Tymczenko     | 5     | 5    | 5      | 10     | +6        | 4    |
| Ołeh Szafarenko    | 5     | 2    | 8      | 10     | +6        | 2    |
| Ivy van den Heuvel | 5     | 2    | 7      | 9      | +5        | 6    |
| Daniel Bogdziul    | 5     | 1    | 8      | 9      | -1        | 0    |
| Aimas Fiscevas     | 5     | 6    | 2      | 8      | +3        | 0    |
| Aleksei Sibirtsev  | 5     | 6    | 2      | 8      | -7        | 2    |

Źródło: IIHF.com
Statystyki indywidualne
- Klasyfikacja strzelców:  Aimas Fiscevas,  Roman Błahy,  Aleksei Sibirtsev (ex aequo) - 6 goli
- Klasyfikacja asystentów:  Daniel Bogdziul,  Ołeh Szafarenko (ex aequo) - 8 asyst
- Klasyfikacja kanadyjska:  Ołeh Tymczenko,  Ołeh Szafarenko (ex aequo) - 10 punktów
- Klasyfikacja kanadyjska obrońców:  Paweł Dronia - 8 punktów
- Klasyfikacja +/-:  Wołodymyr Ałeksiuk - +12
- Klasyfikacja skuteczności interwencji bramkarzy:  Kamil Kosowski - 96,97%
- Klasyfikacja średniej goli straconych na mecz bramkarzy:  Kamil Kosowski - 0,50
- Klasyfikacja minut kar:  Adam Bagiński - 16 minut

Nagrody indywidualne
Dyrektoriat turnieju wybrał trójkę najlepszych zawodników na każdej pozycji:
- Bramkarz:  Martijn Oosterwijk
- Obrońca:  Paweł Dronia
- Napastnik:  Ołeh Tymczenko

Źródło: IIHF.com